# 1234
Portal Geschichte | Portal Biografien | Aktuelle Ereignisse | Jahreskalender | Tagesartikel

◄ |
12. Jahrhundert |
13. Jahrhundert
| 14. Jahrhundert | ►

◄ |
1200er |
1210er |
1220er |
1230er
| 1240er | 1250er | 1260er | ►

◄◄ |
◄ |
1230 |
1231 |
1232 |
1233 |
1234
| 1235 | 1236 | 1237 | 1238 | ► | ►►
Staatsoberhäupter  · Nekrolog
| Januar | Januar | Januar | Januar | Januar | Januar | Januar | Januar |
| Kw     | Mo     | Di     | Mi     | Do     | Fr     | Sa     | So     |
| ------ | ------ | ------ | ------ | ------ | ------ | ------ | ------ |
| 52     |        |        |        |        |        |        | 1      |
| 1      | 2      | 3      | 4      | 5      | 6      | 7      | 8      |
| 2      | 9      | 10     | 11     | 12     | 13     | 14     | 15     |
| 3      | 16     | 17     | 18     | 19     | 20     | 21     | 22     |
| 4      | 23     | 24     | 25     | 26     | 27     | 28     | 29     |
| 5      | 30     | 31     |        |        |        |        |        |

| Februar | Februar | Februar | Februar | Februar | Februar | Februar | Februar |
| Kw      | Mo      | Di      | Mi      | Do      | Fr      | Sa      | So      |
| ------- | ------- | ------- | ------- | ------- | ------- | ------- | ------- |
| 5       |         |         | 1       | 2       | 3       | 4       | 5       |
| 6       | 6       | 7       | 8       | 9       | 10      | 11      | 12      |
| 7       | 13      | 14      | 15      | 16      | 17      | 18      | 19      |
| 8       | 20      | 21      | 22      | 23      | 24      | 25      | 26      |
| 9       | 27      | 28      |         |         |         |         |         |

| März | März | März | März | März | März | März | März |
| Kw   | Mo   | Di   | Mi   | Do   | Fr   | Sa   | So   |
| ---- | ---- | ---- | ---- | ---- | ---- | ---- | ---- |
| 9    |      |      | 1    | 2    | 3    | 4    | 5    |
| 10   | 6    | 7    | 8    | 9    | 10   | 11   | 12   |
| 11   | 13   | 14   | 15   | 16   | 17   | 18   | 19   |
| 12   | 20   | 21   | 22   | 23   | 24   | 25   | 26   |
| 13   | 27   | 28   | 29   | 30   | 31   |      |      |

| April | April | April | April | April | April | April | April |
| Kw    | Mo    | Di    | Mi    | Do    | Fr    | Sa    | So    |
| ----- | ----- | ----- | ----- | ----- | ----- | ----- | ----- |
| 13    |       |       |       |       |       | 1     | 2     |
| 14    | 3     | 4     | 5     | 6     | 7     | 8     | 9     |
| 15    | 10    | 11    | 12    | 13    | 14    | 15    | 16    |
| 16    | 17    | 18    | 19    | 20    | 21    | 22    | 23    |
| 17    | 24    | 25    | 26    | 27    | 28    | 29    | 30    |

| Mai | Mai | Mai | Mai | Mai | Mai | Mai | Mai |
| Kw  | Mo  | Di  | Mi  | Do  | Fr  | Sa  | So  |
| --- | --- | --- | --- | --- | --- | --- | --- |
| 18  | 1   | 2   | 3   | 4   | 5   | 6   | 7   |
| 19  | 8   | 9   | 10  | 11  | 12  | 13  | 14  |
| 20  | 15  | 16  | 17  | 18  | 19  | 20  | 21  |
| 21  | 22  | 23  | 24  | 25  | 26  | 27  | 28  |
| 22  | 29  | 30  | 31  |     |     |     |     |

| Juni | Juni | Juni | Juni | Juni | Juni | Juni | Juni |
| Kw   | Mo   | Di   | Mi   | Do   | Fr   | Sa   | So   |
| ---- | ---- | ---- | ---- | ---- | ---- | ---- | ---- |
| 22   |      |      |      | 1    | 2    | 3    | 4    |
| 23   | 5    | 6    | 7    | 8    | 9    | 10   | 11   |
| 24   | 12   | 13   | 14   | 15   | 16   | 17   | 18   |
| 25   | 19   | 20   | 21   | 22   | 23   | 24   | 25   |
| 26   | 26   | 27   | 28   | 29   | 30   |      |      |

| Juli | Juli | Juli | Juli | Juli | Juli | Juli | Juli |
| Kw   | Mo   | Di   | Mi   | Do   | Fr   | Sa   | So   |
| ---- | ---- | ---- | ---- | ---- | ---- | ---- | ---- |
| 26   |      |      |      |      |      | 1    | 2    |
| 27   | 3    | 4    | 5    | 6    | 7    | 8    | 9    |
| 28   | 10   | 11   | 12   | 13   | 14   | 15   | 16   |
| 29   | 17   | 18   | 19   | 20   | 21   | 22   | 23   |
| 30   | 24   | 25   | 26   | 27   | 28   | 29   | 30   |
| 31   | 31   |      |      |      |      |      |      |

| August | August | August | August | August | August | August | August |
| Kw     | Mo     | Di     | Mi     | Do     | Fr     | Sa     | So     |
| ------ | ------ | ------ | ------ | ------ | ------ | ------ | ------ |
| 31     |        | 1      | 2      | 3      | 4      | 5      | 6      |
| 32     | 7      | 8      | 9      | 10     | 11     | 12     | 13     |
| 33     | 14     | 15     | 16     | 17     | 18     | 19     | 20     |
| 34     | 21     | 22     | 23     | 24     | 25     | 26     | 27     |
| 35     | 28     | 29     | 30     | 31     |        |        |        |

| September | September | September | September | September | September | September | September |
| Kw        | Mo        | Di        | Mi        | Do        | Fr        | Sa        | So        |
| --------- | --------- | --------- | --------- | --------- | --------- | --------- | --------- |
| 35        |           |           |           |           | 1         | 2         | 3         |
| 36        | 4         | 5         | 6         | 7         | 8         | 9         | 10        |
| 37        | 11        | 12        | 13        | 14        | 15        | 16        | 17        |
| 38        | 18        | 19        | 20        | 21        | 22        | 23        | 24        |
| 39        | 25        | 26        | 27        | 28        | 29        | 30        |           |

| Oktober | Oktober | Oktober | Oktober | Oktober | Oktober | Oktober | Oktober |
| Kw      | Mo      | Di      | Mi      | Do      | Fr      | Sa      | So      |
| ------- | ------- | ------- | ------- | ------- | ------- | ------- | ------- |
| 39      |         |         |         |         |         |         | 1       |
| 40      | 2       | 3       | 4       | 5       | 6       | 7       | 8       |
| 41      | 9       | 10      | 11      | 12      | 13      | 14      | 15      |
| 42      | 16      | 17      | 18      | 19      | 20      | 21      | 22      |
| 43      | 23      | 24      | 25      | 26      | 27      | 28      | 29      |
| 44      | 30      | 31      |         |         |         |         |         |

| November | November | November | November | November | November | November | November |
| Kw       | Mo       | Di       | Mi       | Do       | Fr       | Sa       | So       |
| -------- | -------- | -------- | -------- | -------- | -------- | -------- | -------- |
| 44       |          |          | 1        | 2        | 3        | 4        | 5        |
| 45       | 6        | 7        | 8        | 9        | 10       | 11       | 12       |
| 46       | 13       | 14       | 15       | 16       | 17       | 18       | 19       |
| 47       | 20       | 21       | 22       | 23       | 24       | 25       | 26       |
| 48       | 27       | 28       | 29       | 30       |          |          |          |

| Dezember | Dezember | Dezember | Dezember | Dezember | Dezember | Dezember | Dezember |
| Kw       | Mo       | Di       | Mi       | Do       | Fr       | Sa       | So       |
| -------- | -------- | -------- | -------- | -------- | -------- | -------- | -------- |
| 48       |          |          |          |          | 1        | 2        | 3        |
| 49       | 4        | 5        | 6        | 7        | 8        | 9        | 10       |
| 50       | 11       | 12       | 13       | 14       | 15       | 16       | 17       |
| 51       | 18       | 19       | 20       | 21       | 22       | 23       | 24       |
| 52       | 25       | 26       | 27       | 28       | 29       | 30       | 31       |

| Januar | Januar | Januar | Januar | Januar | Januar | Januar | Januar |
| Kw     | Mo     | Di     | Mi     | Do     | Fr     | Sa     | So     |
| ------ | ------ | ------ | ------ | ------ | ------ | ------ | ------ |
| 52     |        |        |        |        |        |        | 1      |
| 1      | 2      | 3      | 4      | 5      | 6      | 7      | 8      |
| 2      | 9      | 10     | 11     | 12     | 13     | 14     | 15     |
| 3      | 16     | 17     | 18     | 19     | 20     | 21     | 22     |
| 4      | 23     | 24     | 25     | 26     | 27     | 28     | 29     |
| 5      | 30     | 31     |        |        |        |        |        |

| Februar | Februar | Februar | Februar | Februar | Februar | Februar | Februar |
| Kw      | Mo      | Di      | Mi      | Do      | Fr      | Sa      | So      |
| ------- | ------- | ------- | ------- | ------- | ------- | ------- | ------- |
| 5       |         |         | 1       | 2       | 3       | 4       | 5       |
| 6       | 6       | 7       | 8       | 9       | 10      | 11      | 12      |
| 7       | 13      | 14      | 15      | 16      | 17      | 18      | 19      |
| 8       | 20      | 21      | 22      | 23      | 24      | 25      | 26      |
| 9       | 27      | 28      |         |         |         |         |         |

| März | März | März | März | März | März | März | März |
| Kw   | Mo   | Di   | Mi   | Do   | Fr   | Sa   | So   |
| ---- | ---- | ---- | ---- | ---- | ---- | ---- | ---- |
| 9    |      |      | 1    | 2    | 3    | 4    | 5    |
| 10   | 6    | 7    | 8    | 9    | 10   | 11   | 12   |
| 11   | 13   | 14   | 15   | 16   | 17   | 18   | 19   |
| 12   | 20   | 21   | 22   | 23   | 24   | 25   | 26   |
| 13   | 27   | 28   | 29   | 30   | 31   |      |      |

| April | April | April | April | April | April | April | April |
| Kw    | Mo    | Di    | Mi    | Do    | Fr    | Sa    | So    |
| ----- | ----- | ----- | ----- | ----- | ----- | ----- | ----- |
| 13    |       |       |       |       |       | 1     | 2     |
| 14    | 3     | 4     | 5     | 6     | 7     | 8     | 9     |
| 15    | 10    | 11    | 12    | 13    | 14    | 15    | 16    |
| 16    | 17    | 18    | 19    | 20    | 21    | 22    | 23    |
| 17    | 24    | 25    | 26    | 27    | 28    | 29    | 30    |

| Mai | Mai | Mai | Mai | Mai | Mai | Mai | Mai |
| Kw  | Mo  | Di  | Mi  | Do  | Fr  | Sa  | So  |
| --- | --- | --- | --- | --- | --- | --- | --- |
| 18  | 1   | 2   | 3   | 4   | 5   | 6   | 7   |
| 19  | 8   | 9   | 10  | 11  | 12  | 13  | 14  |
| 20  | 15  | 16  | 17  | 18  | 19  | 20  | 21  |
| 21  | 22  | 23  | 24  | 25  | 26  | 27  | 28  |
| 22  | 29  | 30  | 31  |     |     |     |     |

| Juni | Juni | Juni | Juni | Juni | Juni | Juni | Juni |
| Kw   | Mo   | Di   | Mi   | Do   | Fr   | Sa   | So   |
| ---- | ---- | ---- | ---- | ---- | ---- | ---- | ---- |
| 22   |      |      |      | 1    | 2    | 3    | 4    |
| 23   | 5    | 6    | 7    | 8    | 9    | 10   | 11   |
| 24   | 12   | 13   | 14   | 15   | 16   | 17   | 18   |
| 25   | 19   | 20   | 21   | 22   | 23   | 24   | 25   |
| 26   | 26   | 27   | 28   | 29   | 30   |      |      |

| Juli | Juli | Juli | Juli | Juli | Juli | Juli | Juli |
| Kw   | Mo   | Di   | Mi   | Do   | Fr   | Sa   | So   |
| ---- | ---- | ---- | ---- | ---- | ---- | ---- | ---- |
| 26   |      |      |      |      |      | 1    | 2    |
| 27   | 3    | 4    | 5    | 6    | 7    | 8    | 9    |
| 28   | 10   | 11   | 12   | 13   | 14   | 15   | 16   |
| 29   | 17   | 18   | 19   | 20   | 21   | 22   | 23   |
| 30   | 24   | 25   | 26   | 27   | 28   | 29   | 30   |
| 31   | 31   |      |      |      |      |      |      |

| August | August | August | August | August | August | August | August |
| Kw     | Mo     | Di     | Mi     | Do     | Fr     | Sa     | So     |
| ------ | ------ | ------ | ------ | ------ | ------ | ------ | ------ |
| 31     |        | 1      | 2      | 3      | 4      | 5      | 6      |
| 32     | 7      | 8      | 9      | 10     | 11     | 12     | 13     |
| 33     | 14     | 15     | 16     | 17     | 18     | 19     | 20     |
| 34     | 21     | 22     | 23     | 24     | 25     | 26     | 27     |
| 35     | 28     | 29     | 30     | 31     |        |        |        |

| September | September | September | September | September | September | September | September |
| Kw        | Mo        | Di        | Mi        | Do        | Fr        | Sa        | So        |
| --------- | --------- | --------- | --------- | --------- | --------- | --------- | --------- |
| 35        |           |           |           |           | 1         | 2         | 3         |
| 36        | 4         | 5         | 6         | 7         | 8         | 9         | 10        |
| 37        | 11        | 12        | 13        | 14        | 15        | 16        | 17        |
| 38        | 18        | 19        | 20        | 21        | 22        | 23        | 24        |
| 39        | 25        | 26        | 27        | 28        | 29        | 30        |           |

| Oktober | Oktober | Oktober | Oktober | Oktober | Oktober | Oktober | Oktober |
| Kw      | Mo      | Di      | Mi      | Do      | Fr      | Sa      | So      |
| ------- | ------- | ------- | ------- | ------- | ------- | ------- | ------- |
| 39      |         |         |         |         |         |         | 1       |
| 40      | 2       | 3       | 4       | 5       | 6       | 7       | 8       |
| 41      | 9       | 10      | 11      | 12      | 13      | 14      | 15      |
| 42      | 16      | 17      | 18      | 19      | 20      | 21      | 22      |
| 43      | 23      | 24      | 25      | 26      | 27      | 28      | 29      |
| 44      | 30      | 31      |         |         |         |         |         |

| November | November | November | November | November | November | November | November |
| Kw       | Mo       | Di       | Mi       | Do       | Fr       | Sa       | So       |
| -------- | -------- | -------- | -------- | -------- | -------- | -------- | -------- |
| 44       |          |          | 1        | 2        | 3        | 4        | 5        |
| 45       | 6        | 7        | 8        | 9        | 10       | 11       | 12       |
| 46       | 13       | 14       | 15       | 16       | 17       | 18       | 19       |
| 47       | 20       | 21       | 22       | 23       | 24       | 25       | 26       |
| 48       | 27       | 28       | 29       | 30       |          |          |          |

| Dezember | Dezember | Dezember | Dezember | Dezember | Dezember | Dezember | Dezember |
| Kw       | Mo       | Di       | Mi       | Do       | Fr       | Sa       | So       |
| -------- | -------- | -------- | -------- | -------- | -------- | -------- | -------- |
| 48       |          |          |          |          | 1        | 2        | 3        |
| 49       | 4        | 5        | 6        | 7        | 8        | 9        | 10       |
| 50       | 11       | 12       | 13       | 14       | 15       | 16       | 17       |
| 51       | 18       | 19       | 20       | 21       | 22       | 23       | 24       |
| 52       | 25       | 26       | 27       | 28       | 29       | 30       | 31       |

## Ereignisse

### Politik und Weltgeschehen

#### Iberische Halbinsel

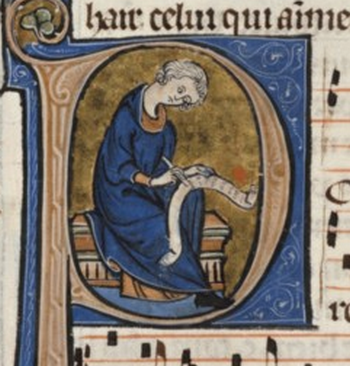
Theobald von Champagne

- 7. April: Nach dem Tod von Sancho VII. ohne legitimen Nachfolger fällt das Königreich Navarra an die französischen Grafen der Champagne aus dem Haus Blois. Theobald I. besteigt den Thron. Er setzt sich mit Unterstützung des baskischen Adels gegen Jakob I. von Aragón durch, obwohl dieser einen vom navarresischen Adel beschworenen Adoptions- und Nachfolgevertrag aus dem Jahr 1231 auf seiner Seite hat.
- Juli: Abu Uthman Said ibn Hakam al-Quraschi führt einen Putsch gegen Abu Abd Allah Muhammad ibn Ahmad ibn Hischam, den almohadischen Qādī auf Menorca, und macht sich selbst zum ersten Raʾīs der Insel.

#### Königreich England/Wales
- 2. Februar: Edmund of Abingdon, neu gewählter Erzbischof von Canterbury, verlangt vom englischen König Heinrich III. die Entfernung von Peter des Roches aus der Regierung. Er wird in dieser Forderung von zahlreichen englischen Bischöfen unterstützt.
- 1. April: Richard Marshal, 3. Earl of Pembroke, der im Vorjahr eine Rebellion gegen König Heinrich III. begonnen und sich mit dem walisischen Fürsten Llywelyn ab Iorwerth verbündet hat, unterliegt bei Kildare in der Schlacht gegen englische Truppen. Am 16. April stirbt er an seinen dabei erlittenen Verletzungen. Sein Sohn Gilbert Marshal, 4. Earl of Pembroke, versöhnt sich unter Vermittlung der Bischöfe Alexander Stavensby von Coventry und Lichfield und Henry of Sandford von Rochester mit dem englischen König.
- 9. Mai: Nach der Androhung der Exkommunikation durch Erzbischof Edmund befiehlt Heinrich III. Peter des Roches, sich in sein Bistum Winchester zurückzuziehen. Peter de Rivallis, Stephen of Seagrave und andere Günstlinge von des Roches werden ihrer Ämter enthoben. Heinrich III. übernimmt nun selbst die Herrschaft im Königreich England.

Wales 1234: grün die walisischen Fürstentümer, orange die Gebiete der Marcher Lords

- 22. Juni: Llywelyn ab Iorwerth, Fürst von Gwynedd, und Heinrich III. schließen den Frieden von Myddle, mit dem der Englisch-Walisische Krieg 1231–1234 beendet wird. Dieser auf zunächst auf zwei Jahre befristete Friedensvertrag bestätigt im Wesentlichen den jeweiligen Besitzstand in Wales.

#### Heiliges Römisches Reich
- 27. Mai: In der Schlacht bei Altenesch werden die Stedinger Bauern im sogenannten Stedingerkrieg vernichtend von einem Kreuzzugsheer des Bistums Bremen geschlagen.
- 3. August: In der Bulle von Rieti bestätigt Papst Gregor IX. dem Deutschen Orden die rechtmäßige Herrschaft über das Kulmer Land und alle künftigen Gebietseroberungen in Preußen. Der Hochmeister des Ordens, Hermann von Salza, hat hartnäckig auf der schriftlichen Niederlegung eines bereits 1230 mündlich gemachten Versprechens beharrt. Der Orden führt daraufhin einen ersten erfolgreichen Feldzug gegen die Prußen.
- Auf dem Reichstag in Frankfurt am Main ruft König Heinrich (VII.) zur Mäßigung gegen Häretiker auf. Er wird daraufhin von Papst Gregor IX. gebannt.
- September: König Heinrich (VII.) beginnt einen Aufstand gegen seinen Vater, Kaiser Friedrich II., erhält dabei jedoch nur geringe Unterstützung von den Landesfürsten.

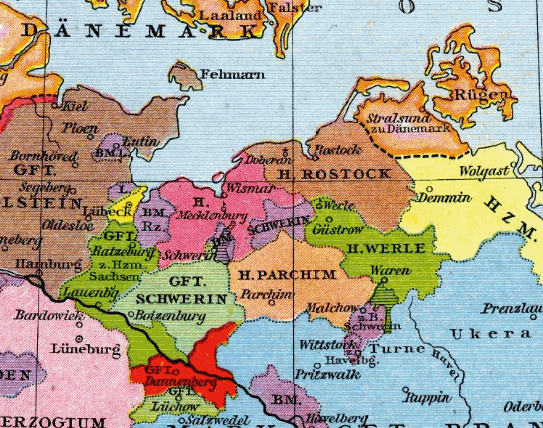
Mecklenburg nach der Ersten Hauptlandesteilung

- Bei der ersten Mecklenburgischen Hauptlandesteilung entstehen die vier Herrschaften (Fürstentümer) Mecklenburg, Parchim-Richenberg, Werle und Rostock.

#### Skandinavien
Nach dem Tod des schwedischen Königs Knut II. kommt sein von ihm gestürzter Vorgänger Erik XI. neuerlich auf den Thron, aber gegen Knuts mächtigen Jarl Ulv Fase kann er sich nicht durchsetzen.

#### Kreuzfahrerstaaten
Papst Gregor IX. ruft das Volk Englands für das Jahr 1239 zu einem neuerlichen Kreuzzug zur Unterstützung des bedrohten Königreichs Jerusalem auf. Im November folgt ein Kreuzzugsaufruf an das Volk Frankreichs.
Im Zuge des Lombardenkrieges trifft Erzbischof Theodericus von Ravenna als päpstlicher Legat im Königreich Jerusalem ein. Er hat den Auftrag, die aufständischen Barone wieder unter die Autorität des Kaisers zu führen. Als ihm dies nicht gelingt, spricht er über die Adelsfamilie Ibelin, insbesondere deren Oberhaupt Johann I. von Beirut, und deren Anhänger die Exkommunikation aus und belegt Akkon mit dem Interdikt.

#### Stadtrechte und urkundliche Ersterwähnungen

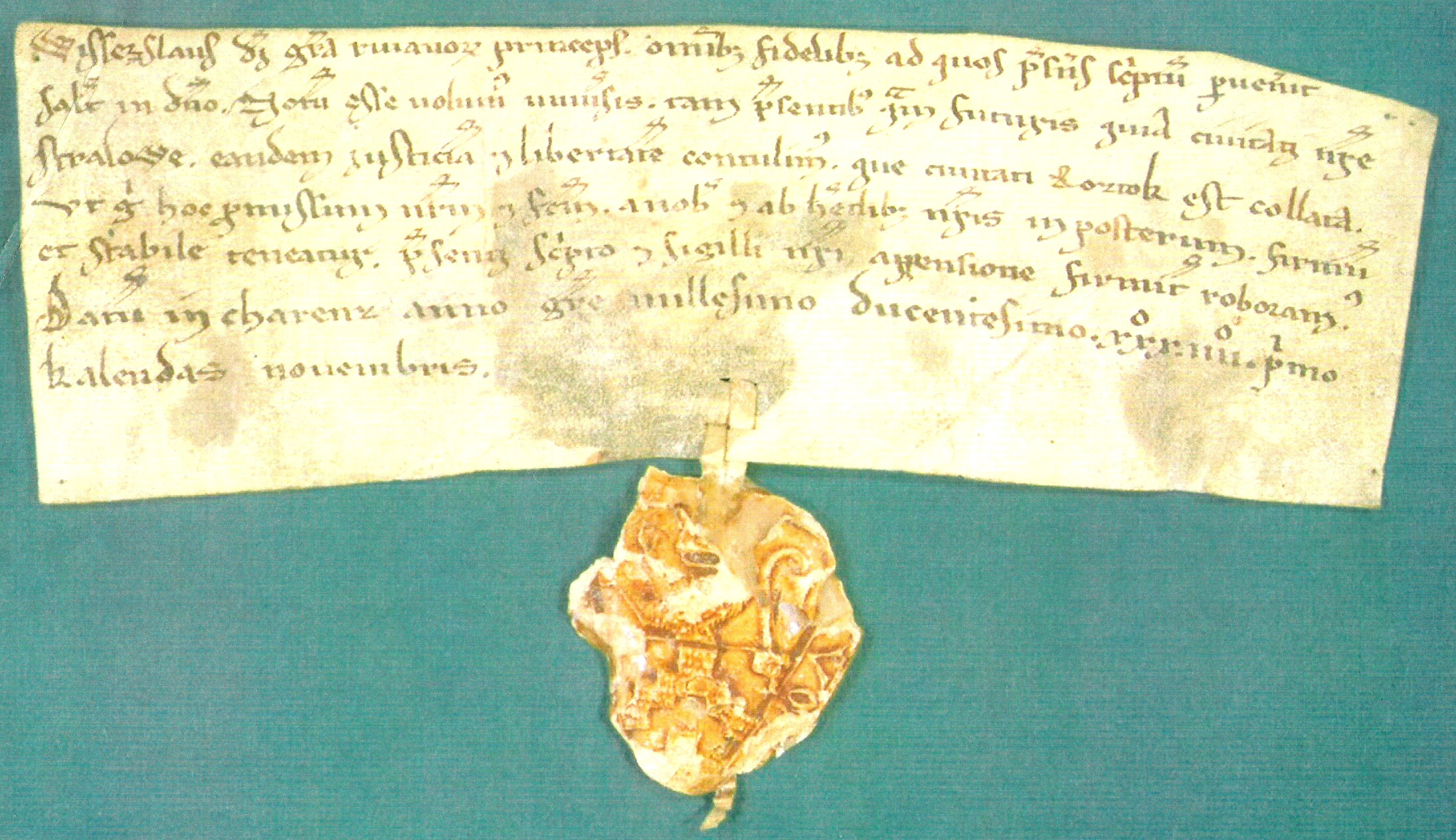
Gründungsurkunde Stralsunds

- Geschichte der Stadt Stralsund: Stralsund erhält nach der Besiedlung im Zuge der deutschen Ostsiedlung am 31. Oktober vom rügenschen Fürsten Wizlaw I. das Stadtrecht nach Rostocker bzw. Lübecker Vorbild.
- Prenzlau erhält von Herzog Barnim I. von Pommern das Stadtrecht.
- Erste urkundliche Erwähnung von Allaman, Bernstadt a. d. Eigen, Frutigen, Heftrich, Heubach, Hildburghausen, Kirrlach, Oeschgen, Ohlsbach, Meiringen, Mengeringhausen, Rehau und Steinenberg.

### Kultur
- Das erste mit metallenen Lettern gedruckte Buch der Welt stellt das in Korea erscheinende 50-bändige Werk Sangdchòn jemun (Richtschnur der Moral) dar.

### Religion

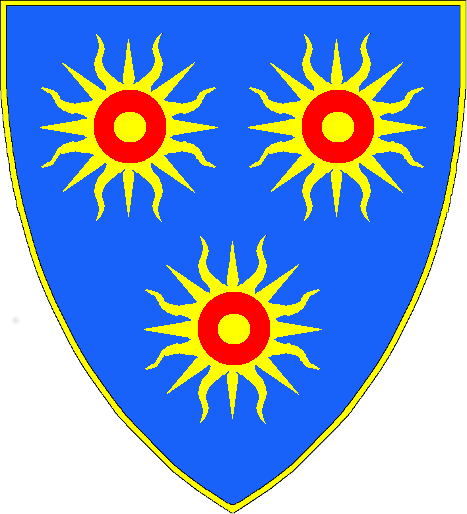
Wappen von Edmund als Erzbischof von Canterbury

- 2. April: Edmund of Abingdon wird durch Bischof Roger Niger von London in der Kathedrale von Canterbury in Anwesenheit des Königs und zahlreicher englischen Bischöfe zum Erzbischof von Canterbury geweiht. Das Amt war seit dem Tod von Richard Grant im August 1231 vakant.
- 5. September: Papst Gregor IX. verkündet in der Bulle Rex pacificus die von Raimund von Penyafort überarbeitete Dekretalensammlung Liber Extra, seine fünfbändige Sammlung des Corpus Iuris Canonici.
- November: Das Kloster Duissern wird gegründet.
- Konrad von Thüringen, Ludowinger, (der spätere fünfte Hochmeister) schließt sich dem Deutschen Orden an.

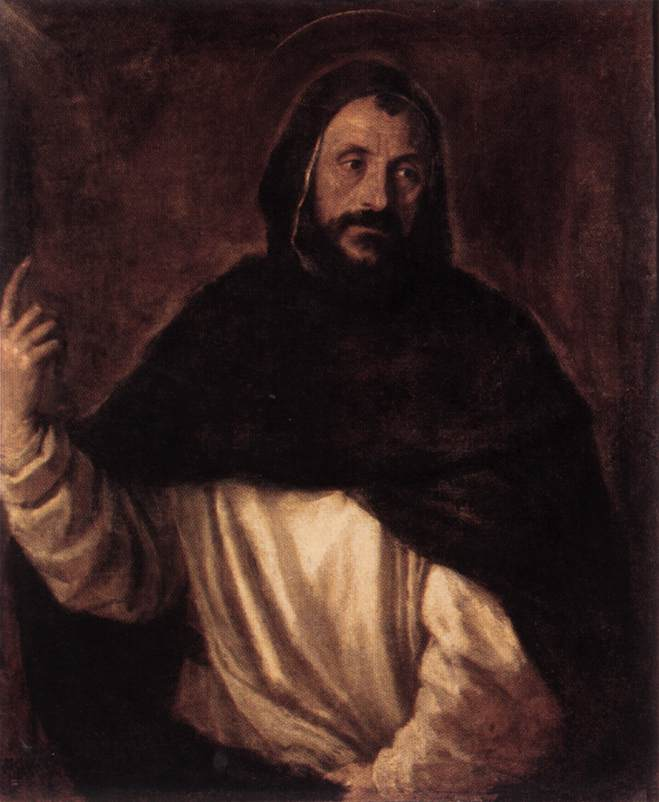
Tizian, der Heilige Dominikus, ca. 1565

- Dominikus wird von Papst Gregor IX. heiliggesprochen.
- Herzog Abel gründet das Graukloster in Schleswig.
- Das Kloster Szczyrzyc, das Kloster Belin Studenac und das Kloster Kostanjevica werden gegründet.
- um 1234: Agnes von Böhmen tritt in das von ihr gestiftete Klarissenstift in Prag ein.

## Geboren

### Genaues Geburtsdatum unbekannt
- Februar: Abaqa, mongolischer Ilchan von Persien († 1282)
- Hesso von Reinach, aargauischer Adeliger und Minnesänger († zwischen 1276 und 1282)
- Kaliman I. Assen, Zar von Bulgarien († 1246)
- Kristin Håkonsdatter, norwegische Prinzessin († 1262)
- Margarete, Gräfin von Henneberg-Coburg († 1276)

### Geboren um 1234
- Mathilde II., Herrin von Bourbon sowie Gräfin von Auxerre, Nevers und Tonnerre († 1262)

## Gestorben

### Erstes Halbjahr
- 29. Januar: Ottaviano di Paoli de’ Conti di Segni, italienischer Kardinal und Camerlengo
- Januar: Philipp Hurepel, französischer Prinz aus der Dynastie der Kapetinger, Graf von Clermont, Mortain, Aumale, Boulogne und Dammartine (* um 1200)
- 03. März: Robert III., Graf von Dreux und Braine (* 1185)
- 23. März: Guillaume II. des Barres, französischer Ritter, Herr von Oissery und Regent von La Ferté-Alais und Bréthencourt (* um 1160)

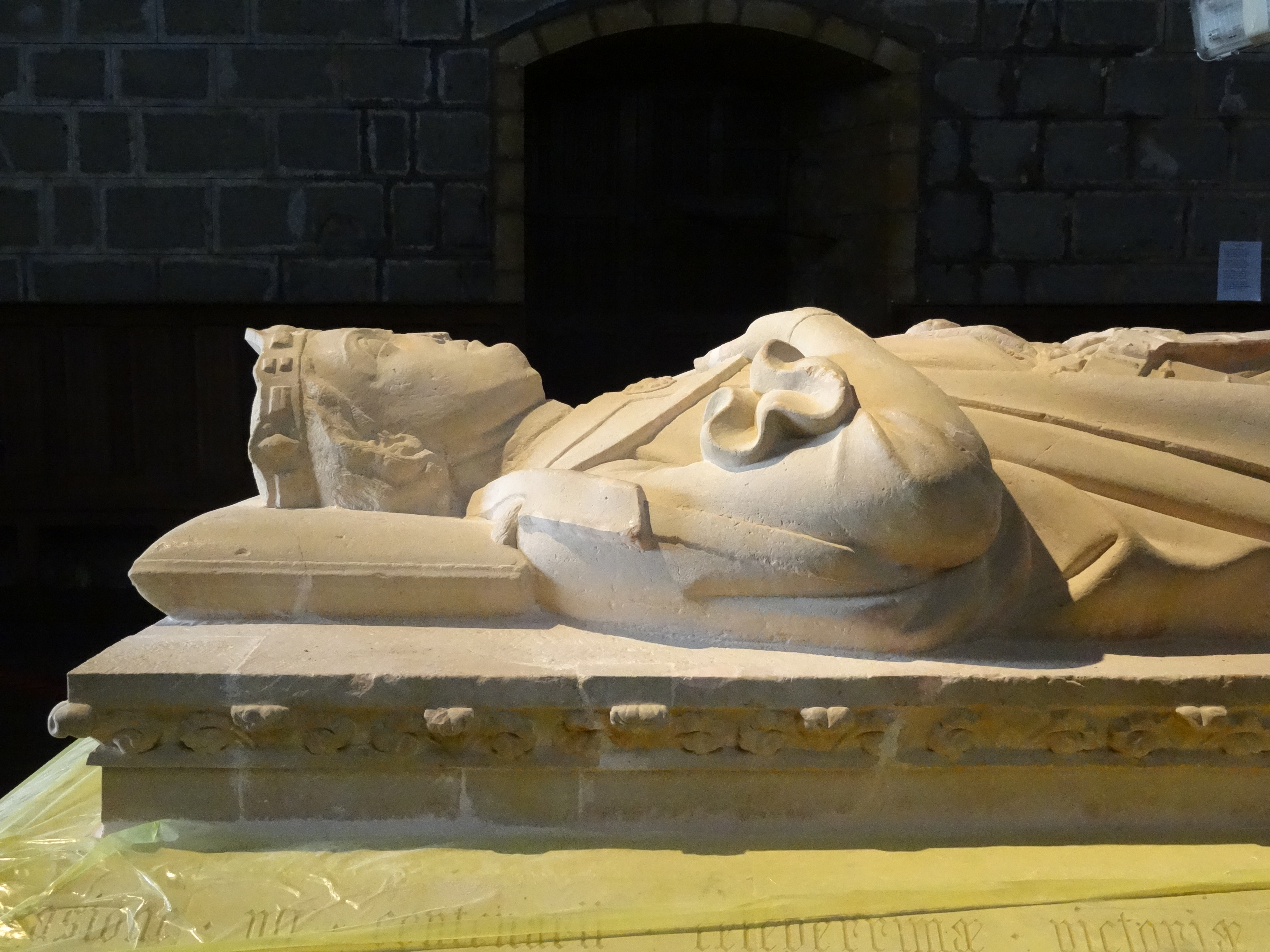
Die Liegefigur des Grabes von Sancho VII. in Santa María de Roncesvalles

- 07. April: Sancho VII., König von Navarra
- 16. April: Richard Marshal, 3. Earl of Pembroke, englischer Adeliger und Aufständischer
- April: Reinhard II., französischer Kreuzfahrer und Herr von Dampierre-le-Château (* um 1175)
- 07. Mai: Otto VII., Herzog von Meranien, als Otto II. Pfalzgraf von Burgund und Markgraf von Istrien
- 07. Mai: Kyrill von Konstantinopel, byzantinischer Karmelit, möglicherweise Prior des Karmels auf dem Karmelgebirge (* um 1138)
- 27. Mai: Heinrich III. von Oldenburg-Wildeshausen, Graf von Wildeshausen und Graf von Bruchhausen (* vor 1197)
- 18. Juni: Chūkyō, Kaiser von Japan (* 1218)

### Zweites Halbjahr
- 13. Juli: Florens IV., Graf von Holland und Zeeland (* 1210)
- vor dem 21. Juli: Hugh de Neville, englischer Forstbeamter und oberster königlicher Forstrichter
- 07. August: Hugh Foliot, Bischof von Hereford (* zwischen 1150 und 1160)
- zwischen 15. und 18. August: Brian de Lisle, englischer Ritter
- 31. August: Go-Horikawa, Kaiser von Japan (* 1212)
- 06. September: Milon de Nanteuil, Bischof von Beauvais
- 12. September: Heinrich II. von Saarbrücken, Bischof von Worms
- 26. September: Abu Hafs Umar as-Suhrawardi, persischer sunnitischer Sufi aus Choresmien (* 1145)
- 08. November: Baha ad-Din ibn Schaddad, muslimischer Jurist (* 1145)

### Genaues Todesdatum unbekannt
- Gottfried von Vaihingen, Graf von Calw (* vor 1170)
- Rhys Gryg, walisischer Lord von Deheubarth
- Robert I., Dauphin von Auvergne (* um 1170)
- Otto de la Roche, burgundischer Teilnehmer am vierten Kreuzzug sowie Herr von Theben und Athen

### Gestorben um 1234
- Knut II., König von Schweden